# GHC Heavyweight Championship
Die GHC Heavyweight Championship (zu deutsch GHC (Global Honored Crown) Meisterschaft im Schwergewicht) ist der höchste Wrestlingtitel für Einzelwrestler bei der japanischen Wrestlingpromotion Pro Wrestling NOAH. Der Titel wurde am 15. April 2001 eingeführt und verfügt über den Status einer Weltmeisterschaft, da er auch außerhalb Japans verteidigt wurde, z. B. in den USA. Wie im Wrestling allgemein üblich erfolgt die Vergabe nach einer zuvor bestimmten Storyline.

## Geschichte
Der Titel ist am 15. April 2001 eingeführt worden. Er wurde bei der Show Navigation for the Victory - Day 18 in Tokio in einem Turnier ausgefochten, welches der damalige Präsident und Gründer der Promotion Mitsuharu Misawa gewinnen konnte und somit erster Titelträger wurde. Dabei besiegte er im Finale Yoshihiro Takayama. Aufgrund der Popularität Misawas fand der Titel schnell Glaubwürdigkeit und im Laufe der Jahre Prestige. Die GHC Heavyweight Championship gilt als eine der respektiertesten Wrestlingtitel, sowohl in Japan als auch im Ausland. So wurde der Titel von Naomichi Marufuji am 16. September 2006 in New York bei Glory by Honor V der US-amerikanischen Wrestlingpromotion Ring of Honor gegen Nigel McGuiness verteidigt, was dem Titel den World-Status einbrachte. Der Titel stellt den höchsten Titel der Promotion dar und wurde schon in Mexiko, England und Deutschland verteidigt.

## Aktueller Titelträger

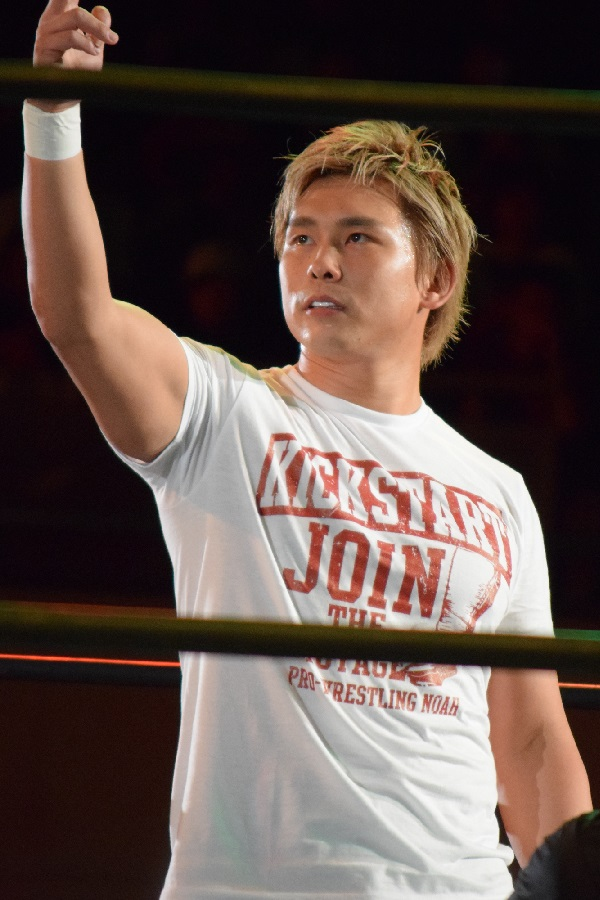
Der aktuelle GHC Heavyweight Champion Katsuhiko Nakajima

Der aktuelle Titelträger ist Katsuhiko Nakajima in seiner ersten Regentschaft. Er besiegte den vorherigen Titelträger Takashi Sugiura bei Great Voyage 2016 in Yokohama Vol. 2 am 23. Oktober 2016 in Yokohama.

## Titelstatistiken

### Rekorde
| Rekord                  | Rekordhalter                                                                     | Einheit               |
| ----------------------- | -------------------------------------------------------------------------------- | --------------------- |
| Meiste Titelgewinne     | Mitsuharu Misawa, Jun Akiyama, Takeshi Morishima, Naomichi Marufuji, Go Shiozaki | jeweils 3-mal         |
| Längste Regentschaft    | Katsuhiko Nakajima                                                               | 1339+ Tage            |
| Kürzeste Regentschaft   | Yoshihiro Takayama                                                               | 16 Tage               |
| Ältester Titelträger    | Akira Taue                                                                       | 44 Jahre und 181 Tage |
| Jüngster Titelträger    | Naomichi Marufuji                                                                | 26 Jahre und 350 Tage |
| Schwerster Titelträger  | Takeshi Morishima                                                                | 145 Kilogramm         |
| Leichtester Titelträger | Kenta                                                                            | 82 Kilogramm          |

### Liste der Titelträger
| #  | Champion           | Nr. | Tage  | Datum des Titelgewinns | Ort             | Veranstaltung                                                   | Bemerkung |
| -- | ------------------ | --- | ----- | ---------------------- | --------------- | --------------------------------------------------------------- | --- |
| 1  | Mitsuharu Misawa   | 1   | 103   | 15. April 2001         | Tokio, Japan    | Navigation for the Victory - Day 18                             | Der Titel wurde als GHC Heavyweight Championship eingeführt. Mitsuharu Misawa gewann ein Turnier, um der erste Titelträger zu werden. Er besiegte im Finale Yoshihiro Takayama. |
| 2  | Jun Akiyama        | 1   | 254   | 27. Juli 2001          | Tokio, Japan    | Accomplish our first Navigation - Day 9                         | |
| 3  | Yoshinari Ogawa    | 1   | 153   | 7. April 2002          | Tokio, Japan    | Encountering Navigation 2002 - Day 16: Come and watch in Ariake | |
| 4  | Yoshihiro Takayama | 1   | 16    | 7. September 2002      | Osaka, Japan    | Navigation over the Date Line 2002 - Day 9                      | |
| 5  | Mitsuharu Misawa   | 2   | 159   | 23. September 2002     | Tokio, Japan    | Great Voyage 2002                                               | |
| 6  | Kenta              | 1   | 735   | 1. März 2003           | Tokio, Japan    | Navigate for Evolution 2003 - Day 9                             | |
| 7  | Takeshi Rikio      | 1   | 245   | 5. März 2005           | Tokio, Japan    | Navigation for Evolution 2005 - Day 10                          | |
| 8  | Akira Taue         | 1   | 78    | 5. November 2005       | Tokio, Japan    | 3rd great Voyage 2005                                           | |
| 9  | Jun Akiyama        | 2   | 230   | 21. Januar 2006        | Tokio, Japan    | First Navigation 2006 - Day 10                                  | |
| 10 | Naomichi Marufuji  | 1   | 92    | 9. September 2006      | Tokio, Japan    | Shiny Navigation 2006                                           | Während seiner Regentschaft verteidigte Naomichi Marufuji seinen Titel gegen Nigel McGuiness bei Ring of Honor in den USA. Dadurch erlangte der Titel World-Status.             |
| 11 | Mitsuharu Misawa   | 3   | 447   | 10. Dezember 2006      | Tokio, Japan    | Great Voyage 2006                                               | |
| 12 | Takeshi Morishima  | 1   | 188   | 2. März 2008           | Tokio, Japan    | The Second Navigation '08 - Day 8                               | |
| 13 | Kensuke Sasaki     | 1   | 177   | 6. September 2008      | Tokio, Japan    | Shiny Navigation '08 - Day 9                                    | |
| 14 | Jun Akiyama        | 3   | 105   | 1. März 2009           | Tokio, Japan    | The Second Navigation '09 - Day 7                               | |
| —  | Titel vakant       | *   | *     | 14. Juni 2009          | *               | *                                                               | Aufgrund einer Bandscheibenverletzung von Jun Akiyama wurde der Titel für vakant erklärt.                                                                                       |
| 15 | Go Shiozaki        | 1   | 105   | 14. Juni 2009          | Fukuoka, Japan  | Southern Navigation '09 - Day 7                                 | Go Shiozaki besiegte Takeshi Rikio um den vakanten Titel. |
| 16 | Takashi Sugiura    | 1   | 581   | 6. Dezember 2009       | Tokio, Japan    | Winter Navigation '09 - Day 10                                  | |
| 17 | Go Shiozaki        | 2   | 196   | 10. Juli 2011          | Tokio, Japan    | Great Voyage in Tokyo Vol. 3                                    | |
| 18 | Takeshi Morishima  | 2   | 371   | 22. Januar 2012        | Osaka, Japan    | Great Voyage in Osaka                                           | |
| 19 | Kenta              | 1   | 343   | 27. Januar 2013        | Osaka, Japan    | Great Voyage 2013 in Osaka                                      | |
| 20 | Takeshi Morishima  | 3   | 34    | 5. Januar 2014         | Tokio, Japan    | New Year Navigation 2014                                        | |
| 21 | Yuji Nagata        | 1   | 147   | 8. Februar 2014        | Tokio, Japan    | The Second Navig. 2014                                          | |
| 22 | Naomichi Marufuji  | 2   | 253   | 5. Juli 2014           | Tokio, Japan    | Great Voyage 2014 in Tokyo Vol. 2                               | |
| 23 | Minoru Suzuki      | 1   | 283   | 15. März 2015          | Tokio, Japan    | Great Voyage 2015 in Tokyo                                      | |
| 24 | Naomichi Marufuji  | 3   | 39    | 23. Dezember 2015      | Tokio, Japan    | Destiny 2015                                                    | |
| 25 | Takashi Sugiura    | 2   | 118   | 31. Januar 2016        | Yokohama, Japan | Great Voyage 2016 in Yokohama                                   | |
| 26 | Go Shiozaki        | 3   | 63    | 28. Mai 2016           | Osaka, Japan    | Great Voyage 2016 in Osaka                                      | |
| 27 | Takashi Sugiura    | 3   | 85    | 30. Juli 2016          | Tokio, Japan    | 10th NTV G+ Cup Junior Heavyweight Tag League                   | Dies war ein Lumberjack-Match |
| 28 | Katsuhiko Nakajima | 1   | 3073+ | 23. Oktober 2016       | Yokohama, Japan | Great Voyage 2016 in Yokohama Vol. 2                            | |

## Weblink
- Titelprofil auf cagematch.de